# Russula subsect. Viridantinae
Russula subsect. Viridantinae ist eine Untersektion  aus der Gattung Russula, die innerhalb der Sektion Viridantes steht. Bons Untersektion Viridantinae   ist nicht identisch mit Romagnesis gleichnamiger Sektion.

## Merkmale
Die Untersektion enthält mittelgroße bis robuste und fleischige Täublinge, die ausschließlich mit Nadelbäumen eine Mykorrhiza ausbilden. Die Fruchtkörper haben einen typischen Herings- oder Krabbengeruch und schmecken völlig mild. Mit Eisensulfat verfärbt sich das Fleisch grünlich und mit Anilin innerhalb weniger Sekunden orange bis kupferrot. Das Sporenpulver ist cremefarben bis ockergelb gefärbt. Die Huthaut enthält Pileozystiden die sich mit Sulfobenzaldehyd nur schwach anfärben, säurefeste Inkrustierungen kommen nicht vor. Die Hüte sind meist rot oder purpurn gefärbt und spielen oft ins bräunliche.
Bons Untersektion entspricht nicht der gleichnamigen Sektion von Romagnesi. Diese enthält zusätzlich die Arten der Untersektion Pascuinae und Xerampelinae.
| Deutscher Artname                                                               | Wissenschaftlicher Artname                                        | Autor                                                  |
| ------------------------------------------------------------------------------- | ----------------------------------------------------------------- | ------------------------------------------------------ |
| Tannen-Täubling                                                                 | Russula abietum                                                   | (J. Blum) Bon (1983)                                   |
| Grüner Nadelwald-Herings-Täubling                                               | Russula clavipes Syn.: R. xerampelina var. olivascens (Fr.) Zvara | Velen. (1920)                                          |
| Favres Täubling*                                                                | Russula favrei*                                                   | M.M. Moser (1979)                                      |
| Roter Heringstäubling                                                           | Russula xerampelina                                               | (Schaeff.) Fr. (1838)                                  |
| Russula amoenipes                                                               | Russula amoenipes                                                 | (Romagn. ex Bon) Bidaud, Moënne-Locc. & Reumaux (1996) |
| Russula pruinosa                                                                | Russula pruinosa                                                  | Velen. (1920)                                          |
| Arten, die mit einem Stern gekennzeichnet sind, sind nicht allgemein anerkannt. |                                                                   |                                                        |